# كايل كاتليت
كايل كاتليت (بالإنجليزية: kyle Catlett)‏ هو ممثل أمريكي طفل من ولاية نيوجيرسي، المعروف عن دور جوي ماثيوس في مسلسل التالي، وبدور تي إس سبيفيت في فيلم تي إس سبيفيت الصغير والخارق للعادة.
وقد ظهر كاتليت في مسلسل التالي بأسم «جوي ماثيوس». وقدم أول فيلم روائي طويل عام 2013 في فيلم الدراما والمغارمات تي إس سبيفيت الصغير والخارق للعادة، من أخراج جون بيير جونيه. ولعب دور البطولة في الأصدار الجديد من فيلم أشباح صاخبة عام 2015، حيث مثل دور الطفل الأوسط «غريفين بوين».

## فيلموغرافيا

### الأفلام
| السنة | عنوان العمل                        | عنوان العمل بالانجليزية              | الدور        | ملاحظات |
| ----- | ---------------------------------- | ------------------------------------ | ------------ | ------- |
| 2013  | تي إس سبيفيت الصغير والخارق للعادة | The Young and Prodigious T.S. Spivet | تي إس سبيفيت |         |
| 2015  | أشباح صاخبة                        | Poltergeist                          | غريفين بوين  |         |

### التلفزيون
| السنة | عنوان العمل | عنوان العمل بالانجليزية | الشخصية      | ملاحظات                    |
| ----- | ----------- | ----------------------- | ------------ | -------------------------- |
| 2009  | رحمة        | Mercy                   | هنري مورتون  | الحلقة: "أخر شي سأقوله هو" |
| 2011  | لايُنسى      | Unforgettable           | ماكس سايفيرث | الحلقة: "أبطال"            |
| 2013  | التالي      | The Following           | جوي ماثيوس   | 15 حلقة                    |

## وصلات داخلية
فيلم أشباح صاخبة (2015)

## وصلات خارجية
- كايل كاتليت على موقع IMDb (الإنجليزية)
- كايل كاتليت على موقع قاعدة بيانات الأفلام العربية
- كايل كاتليت على موقع ألو سيني (الفرنسية)
- كايل كاتليت على موقع أول موفي (الإنجليزية)
- كايل كاتليت على موقع قاعدة بيانات الفيلم (الإنجليزية)
- كايل كاتليت على موقع كينوبويسك (الروسية)

كايل كاتليت على موقع BuddyTV